# Christian Nodal
Christian Nodal, nato Christian Jesús González Nodal (Sonora, 11 gennaio 1999), è un cantante messicano.

## Biografia
Originario di Caborca, nello stato di Sonora, ha conquistato il grande pubblico con il singolo di debutto Adiós amor, che ha raggiunto la top ten della classifica messicana redatta dalla Asociación Mexicana de Productores de Fonogramas y Videogramas e che gli ha valso un contratto con la divisione messicana dell'Universal. Il brano, certificato diamante e oro dalla AMPROFON con oltre 330 000 unità distribuite in suolo messicano, è incluso nel primo album in studio Me dejé llevar, che si è posto al 7º posto della graduatoria messicana e al 69º di quella statunitense, venendo certificato doppio platino e oro in Messico e triplo platino latino dalla Recording Industry Association of America. Anche l'album successivo Ahora ha riscosso successo a livello nazionale, trascorrendo 29 settimane in classifica e conseguendo la certificazione d'oro.
Ha ottenuto la sua prima numero uno nella hit parade costaricana e messicana grazie a Botella tras botella, uscita nel 2021 e riconosciuta con un Premio Lo Nuestro. Ad agosto 2021 ha ricevuto la sua seconda certificazione di diamante dalla Asociación Mexicana de Productores de Fonogramas y Videogramas per Dime cómo quieres e la terza nel mese di ottobre per Botella tras botella.
Nel corso della sua carriera ha vinto diversi riconoscimenti, tra cui sei Latin Grammy, un MTV Millennial Award, un Premio Juventud e undici Latin American Music Awards.

## Vita privata
Dal 21 giugno 2022 ha una relazione con l'argentina Cazzu. Il 14 settembre 2023 è nata loro figlia Intí. Nel maggio 2024 annunciano la loro separazione.
Il 10 giugno 2024 conferma la sua relazione con la cantante Ángela Aguilar e il 24 luglio il loro matrimonio è stato reso pubblico.

## Discografia

### Album in studio
- 2017 – Me dejé llevar
- 2019 – Ahora
- 2021 – Ayayay!
- 2021 – Recordando a una Leyenda (con Los Plebes del Rancho de Ariel Camacho)

### Album dal vivo
- 2023 – La voz de México ¡Lo mejor!

### EP
- 2022 – Forajido
- 2023 – Forajido EP2
- 2023 – México en mi voz
- 2024 – Pa'l cora EP 0.1
- 2025 – Pa'l cora EP 0.2

### Raccolte
- 2023 – Lo mejor de dos Grandes (con Jorge Medina)
- 2024 – Duelo romántico (con El Bebeto)

### Singoli
- 2017 – Adiós amor
- 2017 – Probablemente (feat. David Bisbal)
- 2017 – Te fallé
- 2017 – Probablemente
- 2017 – Yo no sé mañana
- 2019 – Pa' olvidarme de ella (con i Piso 21)
- 2020 – Se me olvidó
- 2020 – Aquí abajo
- 2020 – Poco (con i Reik)
- 2021 – Solo un sueño
- 2021 – Duele (con Alejandro Fernández)
- 2021 – 2 veces (con i Plebes del Rancho de Ariel Camacho)
- 2021 – Por no perderte te perdí (con i Plebes del Rancho de Ariel Camacho)
- 2021 – Vida truncada (con i Plebes del Rancho de Ariel Camacho)
- 2021 – Botella tras botella (con Gera MX)
- 2021 – Ya lo superé (con i Plebes del Rancho de Ariel Camacho)
- 2021 – Amarga derrota (con i Plebes del Rancho de Ariel Camacho)
- 2021 – Si nos dejan (con Belinda)
- 2021 – La sinvergüenza (con Banda MS)
- 2022 – Ya no somos ni seremos
- 2022 – Te lloré un río (con i Maná)
- 2022 – Vivo en el 6
- 2022 – Girasol
- 2022 – Me extraño (con Romeo Santos)
- 2022 – La siguiente (con Kany García)
- 2023 – Por el resto de tu vida (con Tini)
- 2023 – Un cumbión dolido
- 2023 – Quédate
- 2023 – Desanimao (con Ramón Vega)
- 2023 – Fuego de noche, nieve de día (con Ricky Martin)
- 2024 – La intención (con Peso Pluma)
- 2024 – Ya pedo quién sabe (con Grupo Frontera)
- 2024 – Dime cómo quieres... (con Ángela Aguilar)
- 2024 – Kbron y medio
- 2024 – No me 100to bien
- 2024 – Un besito más (con Estevie)
- 2025 – Así fue
- 2025 – El amigo
- 2025 – Amé